# مارتا تيكانين
مارتا إليونورا تيكانين (بالفنلندية: Märta Tikkanen)‏ (من مواليد 3 أبريل 1935) كاتبة فنلندية. ولدت في هلسنكي. تخرجت من جامعة هلسنكي، حصلت على اى ماجستير في الآداب في عام 1958 والماجستير في الفلسفة عام 1961.

## روابط خارجية
- مارتا تيكانين على موقع IMDb (الإنجليزية)
- مارتا تيكانين على موقع مونزينجر (الألمانية)
- مارتا تيكانين على موقع قاعدة بيانات الفيلم (الإنجليزية)